# Förstergasse 23

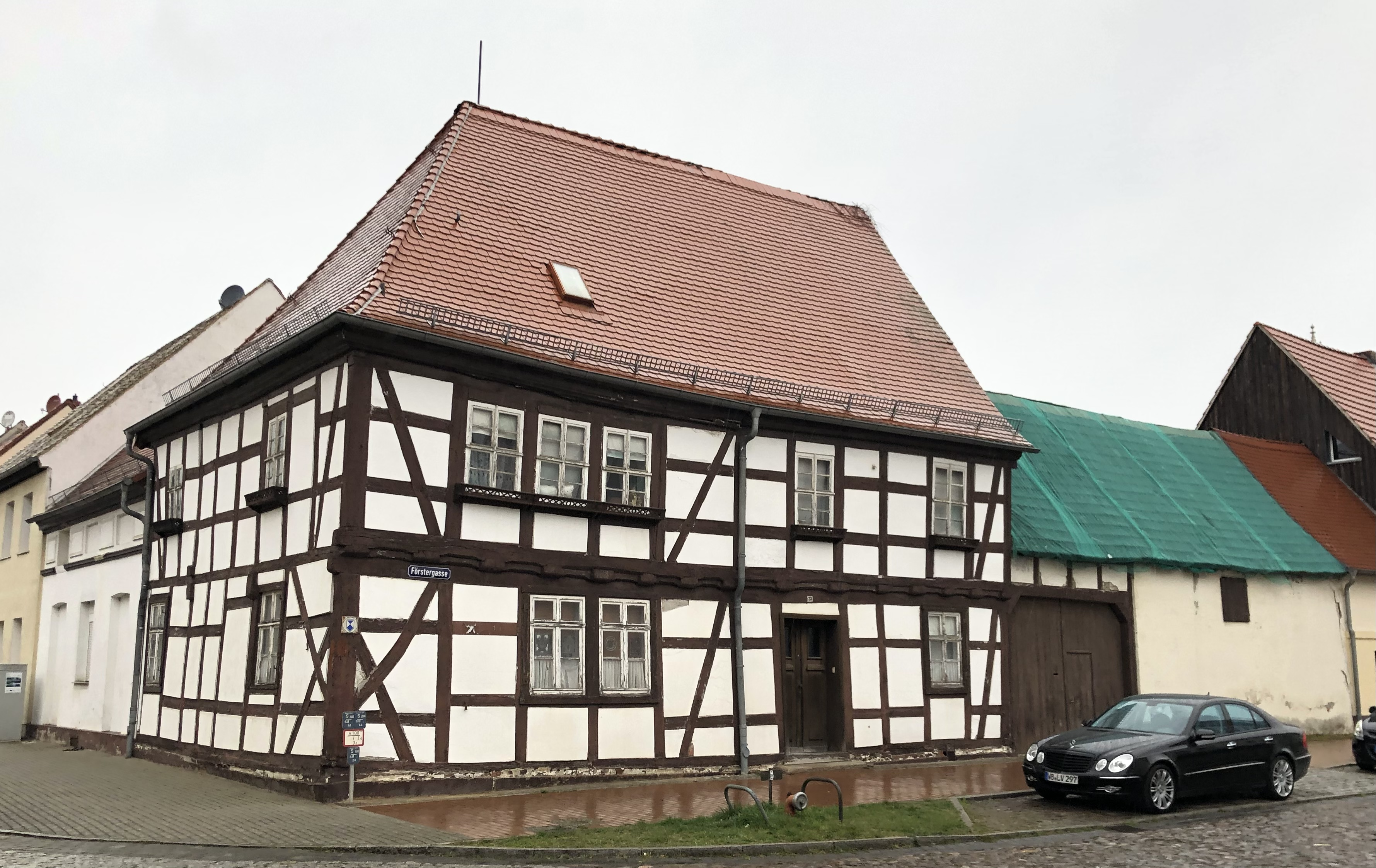
Förstergasse 23 im Jahr 2022

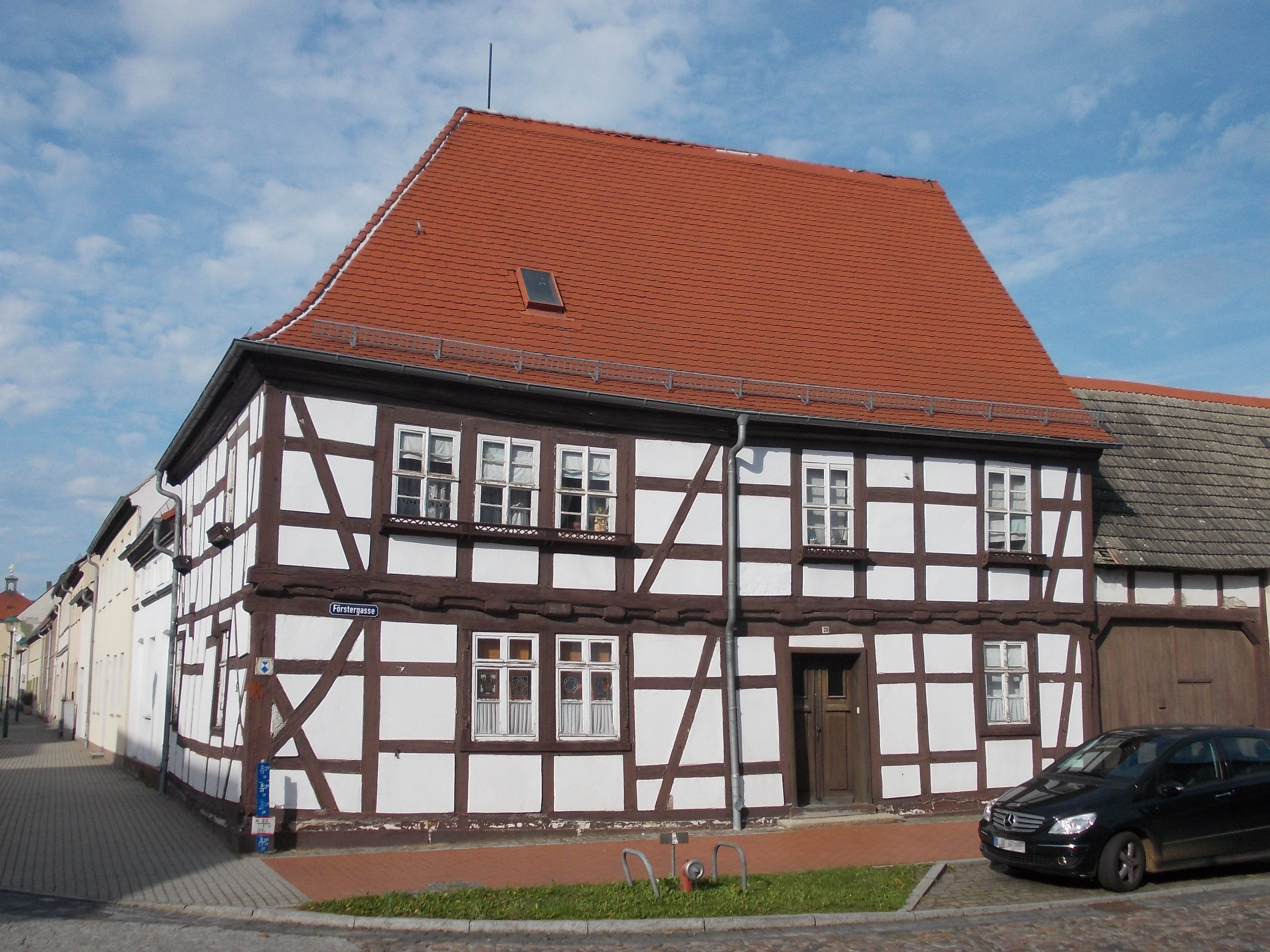
2013

Die Förstergasse 23 ist ein denkmalgeschützter Ackerbürgerhof in Oranienbaum-Wörlitz in Sachsen-Anhalt.

## Lage
Der Hof befindet sich im Zentrum des Ortsteils Wörlitz, auf der Westseite der Förstergasse, in einer markanten Ecklage an der Einmündung der Förstergasse auf die südlich verlaufende Erdmannsdorffstraße.

## Architektur und Geschichte
Das zweigeschossige Fachwerkhaus entstand im Barock in der Zeit um 1710 und gehört damit zu den ältesten erhaltenen Gebäuden in Wörlitz. Zum Teil wird es auch als Handwerkerhaus bezeichnet. Es ist weitgehend in seinem ursprünglichen Erscheinungsbild erhalten. Das Fachwerk weist für die Entstehungszeit typische Formen der Stockschwelle und Füllhölzern auf. Insbesondere besteht eine Fasung. An der Ecke kommt die Fachwerkfigur des Ganzen Manns zum Einsatz. Bedeckt ist der Bau von einem hohen Dach, das nach Süden abgewalmt ist.
Nach Osten zur Förstergasse führt ein sich nördlich an das Haus anschließendes Tor. Nach Süden, entlang der Erdmannsdorffstraße steht ein traufständig ausgerichtetes Wirtschaftsgebäude im Stil des Klassizismus.
Im örtlichen Denkmalverzeichnis ist der Ackerbürgerhof unter der Erfassungsnummer 094 40034 als Baudenkmal eingetragen.